# Bat (instrument muzyczny)
Bat (z wł. frusta) – ludowy instrument perkusyjny, idiofon z grupy zderzanych.

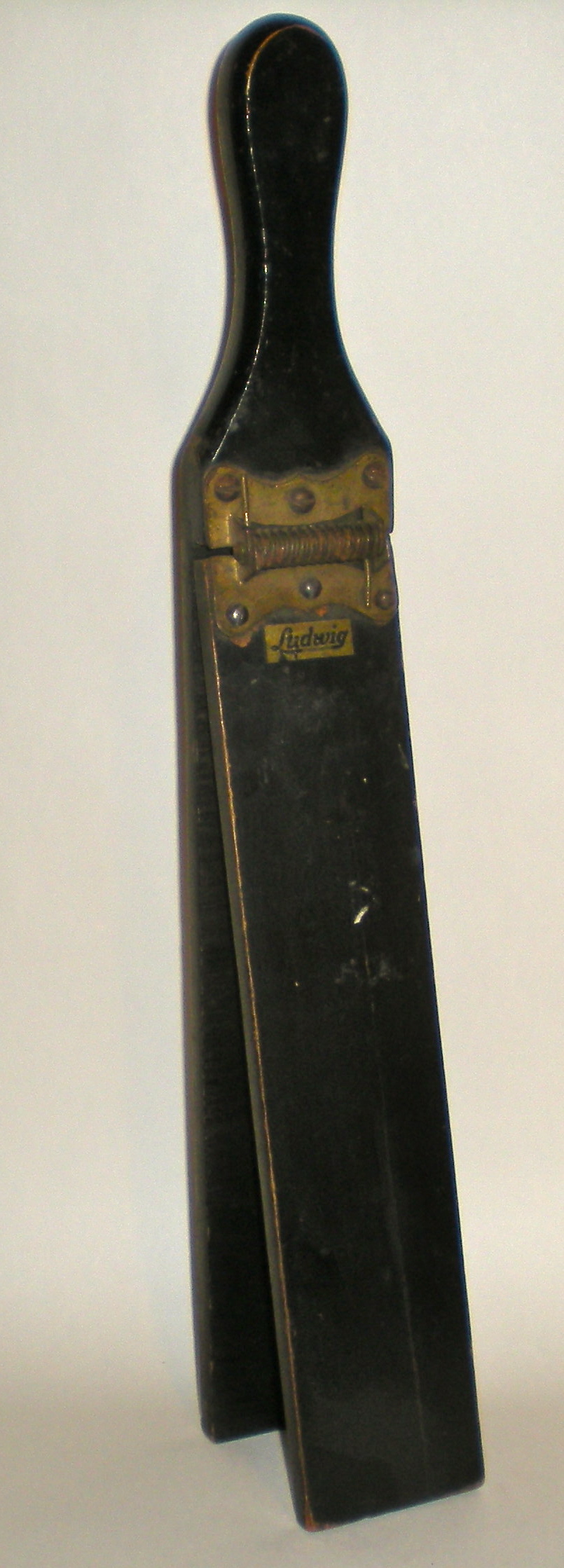
Bat niemieckiej firmy Ludwig w wersji do obsłużenia przez jedną rękę

Jest to drewniana klekotka z uchwytem, złożona z dwóch deseczek o wymiarach około dł. 30–50 cm, szer. 5–6 cm. połączonych na jednym końcu ruchomym zawiasem lub sznurkiem i zaopatrzonych w uchwyty. Ostry, "klaszczący" dźwięk podobny do strzelania z bicza powstaje poprzez zderzenie dwóch desek.
Frusta jest wykorzystywana w utworach kompozytorów współczesnych, w muzyce filmowej oraz teatralnej.
Jest jednym z prostych instrumentów perkusyjnych o nieokreślonym brzmieniu, posiadających duże możliwości ilustracyjne. Bat w swoich utworach wykorzystali kompozytorzy początków XX wieku: Richard Strauss, Ottorino Respighi, Maurice Ravel, Edgar Varèse i Darius Milhaud. Wśród polskich kompozytorów wykorzystujących ten instrument można wyróżnić Kazimierza Serockiego (Ad libitum - 5 utworów na orkiestrę, Continuum), Marka Stachowskiego (Musique solennelle) czy Krzysztofa Knittla (Męka Pańska według Świętego Mateusza).